# Антисимметричное отношение
В математике бинарное отношение {\displaystyle R} на множестве {\displaystyle X} называется антисимметричным, если для каждой пары элементов множества {\displaystyle a,b} выполнение отношений {\displaystyle aRb} и {\displaystyle bRa} влечёт {\displaystyle a=b}, или, то же самое, выполнение отношений {\displaystyle aRb} и {\displaystyle bRa} возможно только для равных {\displaystyle a} и {\displaystyle b}.
Формально, отношение {\displaystyle R} антисимметрично, если {\displaystyle \forall a,b\in X,\ aRb\land bRa\Rightarrow a=b}.
Не следует путать антисимметричное и асимметричное отношения. Бинарное отношение {\displaystyle R} на множестве {\displaystyle X} называется асимметричным, если для каждой пары элементов множества {\displaystyle a,b} из {\displaystyle X} одновременное выполнение отношений {\displaystyle aRb} и {\displaystyle bRa} невозможно. Формальная запись: отношение {\displaystyle R} асимметрично, если {\displaystyle \forall a,b\in X,\ aRb\Rightarrow \neg (bRa)}.
Если в матрице, полученной в результате поэлементного умножения обычной и транспонированной матриц отношения, все элементы вне главной диагонали равны нулю, то отношение является антисимметричным.